# Basarán
Basarán ist ein spanischer Ort in den Pyrenäen in der Provinz Huesca der Autonomen Gemeinschaft Aragonien. Der Ort gehört zur Gemeinde Broto. Basarán hat seit Jahren keine Einwohner mehr. Basarán liegt im Sobrepuerto, einem Gebiet zwischen den Flüssen Gállego und Ara.

## Geschichte
Im Jahr 1920 hatte der Ort mit 121 Einwohnern die höchste Bevölkerungszahl.   

## Sehenswürdigkeiten
- Ermita San Blas
- Ermita de la Virgen
- Romanische Kirche San Úrbez, die 1972 nach Formigal versetzt wurde[1]